# ジェイソン・アキュナ

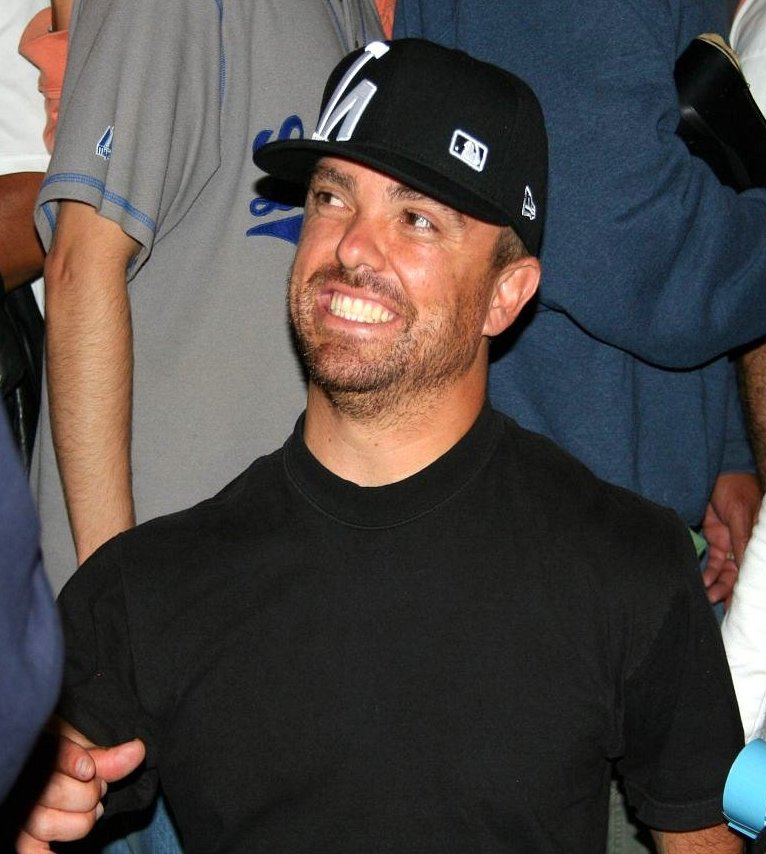
ジェイソン・アキュナ

ジェイソン・アキュナ（Jason Bryant Acuña、1973年5月16日 - ）またはウィーマン（"Wee-Man"）はアメリカ合衆国の俳優・テレビ司会者。MTVのテレビ番組『ジャッカス』のメンバーの一人であり、 NESNのスケートボード番組『54321』の司会も務めている。アキュナは小人症の一つである軟骨無形成症をわずらっており、身長は123cmだが、プロのスケートボーダーでもある。

## 人物
イタリアのピサに生まれカリフォルニア州のトーランスに育ち、North High Schoolに通った。
スケートボード雑誌「Big Brother」の購読マネージャーだった彼は、 その雑誌に携わったことで、2001年、ジャッカスに出演することとなった。 ジャッカスではウンパルンパとしてスケートをしたり、王様の格好をしたり、 ジョニー・ノックスビルが赤いじゅうたんの敷かれた手すりを滑ってきたりというイベントを経験してきた。 また、一般人の膝ほどに体を曲げてから、 シャキール・オニールの後ろで待ち、プレストン・レーシーがバッグを運んでほしいと頼んだところでアキュナが飛びだしたためにプレストン・レーシーが追いかけるという内容のものもあった『ジャッカス』第1シーズン第2回目で、サンタクロースの格好をしたジョニー・ノックスビルに対し、トナカイの格好をするという形で初登場した。2007年、リアリティ番組『en:Armed and Famous』に出演し、同年7月、MTVの『Scarred Live』でも司会を務めた。NBCの『Celebrity Circus』の第1シーズンに出演し、第4週目で満点を獲得した（1回当たり10点）が、第6週目では3位に終わった。

## 主な出演作品
- そんなキミに恋してる Behaving Badly (2014)
- Celebrity Circus (2008)
- en:MTV's Scarred Live (2007)
- en:Bam's Unholy Union (2007)
- en:Armed and Famous (2007)
- en:Jackass Number Two (2006)
- en:Pee Stains and Other Disasters (2005)
- en:Feels Just Like It Should (ジャミロクワイのPV) (2005)
- Jackass: Volume Two (2004)
- Steve-O: Out on Bail (2003)
- クール・ボーダーズ Grind (2003)
- Don't Try This at Home: The Tour (2002)
- en:Jackass: The Movie (2002)
- en:Don't Try This at Home: The Steve-O Video (2001)
- ジャッカス Jackass (2000)
- ハード・ブレット 仁義なき銃弾 Bullet (1996) (Hell's Holeのオーナー役,クレジットなし)